# Número heptagonal

Los cinco primeros números heptagonales

Un número heptagonal es un número figurado que puede representarse por un heptágono. 
Un número heptagonal xn (siendo n > 0) se obtiene mediante la fórmula:
{\displaystyle x_{n}={\frac {5n^{2}-3n}{2}}}
Los primeros números heptagonales son: 
1, 7, 18, 34 , 55, 81, 112, 148, 189, 235, 286, 342, 403, 469, 540, 616, 697, 783, 874, 970. (sucesión A000566 en OEIS)
La paridad de los números sigue el patrón impar-impar-par-par. Al igual que sucede con los números cuadrados, la raíz digital en base 10 de un número heptagonal puede ser únicamente 1, 4, 7 o 9.
Si n es un número heptagonal, entonces aplicando la fórmula 5n+1 se obtendrá un número triangular. 
- Datos: Q967999